# Volcano Valley
A Volcano Valley Carl Barks író és rajzoló 1947-ben megjelent képregénye Donald kacsa főszereplésével. A történet a Dell Comics Four Color című sorozatának 147. számában jelent meg először, melyben Donald és három unokaöccse a dél-amerikai Volcanoviából akarnak hazajutni, melynek különös törvényei azonban a határ átlépését csak azok számára engedélyezik, akiket előtte nemzeti hőssé válnak.

## A történet megszületése és megjelenése
Carl Barks 1946-ban írta meg a Volcano Valley történetét, melynek létrejöttére hatással volt Disney üzletpotikája, valamint az ahhoz kapcsolódó két animációs film, az 1943-as Saludos Amigos és az 1945-ös The Three Caballeros. Barks, bár nem kedvelte az utóbbi filmet, úgy gondolta a vállalat szívesen látna hasonló képregénytörténetetek. A Latin-Amerikával kapcsolatos, és az ott játszódó történetek divatos témának számítottak a társaságon belül az 1940-es években. A Disney a második világháború folytán elveszítette filmjei európai piacát, így azokkal Dél-Amerikát szerette volna megcélozni. A Volcano Valleyt követően Barks egy másik, hasonló környezetben játszódó története, az 1949-es Lost in the Andes is részben ennek a motivációnak a hatására született meg. A Saludos Amigos emellett egyik rövid története, melyben a Pedro nevű kis repülőgép halált megvető bátorsággal repül át az Andok felett, ihlette Donald szintén kalandos repülőútját a Volcano Valley kitalált dél-amerikai országába, Volcanoviába. Az animációs filmben mogorva arckifejezéssel megrajzolt Aconcagua nevű hegycsúcs ábrázatát Barks egyértelmű utalásként ültette át saját történetébe, Volcanovia legnagyobb tűzhányója, Öreg Ferocio formájában.
A szülő-, vagyis Donlad, és a gyermekfigurák, vagyis Tiki, Niki és Viki közötti viszony változása, hogy szembenállás helyett inkább segítik egymást, már néhány évvel a Volcano Valley megjelenése előtt is megfigyelhető volt Carl Barks műunkáiban, így például elsőként az 1943-ban megjelent The Mummy’s Ringben. A Volcano Valley emellett sokban hasonlít az 1940-es évek első felében, a Walt Disney’s Comics című sorozatban megjelent korai hosszabb, harminc oldalas történetekre is. Ezek tematikája és felépítése a rövidebb, tíz oldalas történeteként idézte a gegek, a vicces és a humoros elemek terén, azzal a jelentős különbséggel, hogy a cselekmény középpontjában már nem a Donald és unokaöccsei közötti konfliktus állt.
A Western Publishing, a Dell Publishing partnercége 1946. december 9-én vette át a huszonnégy oldalas Volcano Valley történetét, mely először a Four Color című sorozat 147. számában, 1947 májusában jelent meg.

## A cselekmény
|  | Alább a cselekmény részletei következnek! |

Donald unokaöccsei, Tiki, Niki és Viki szeretnének kapni egy modell repülőgépet. Bácsikájuk úgy véli, hogy ha a katonaság leselejtezett tárgyai közül rendeli meg a játékot, sokkal olcsóbban is hozzájuthat, mintha a boltban venné meg, így meg is rendeli. Néhány héttel később levele érkezik, hogy a rendelése megérkezett, és hogy azt egy repülőtéren veheti át. Megérkezve a repülőtérre Donaldék meglepődve tapasztalják, hogy a katonaság a megrendelt modell helyett, mindössze két és fél dollárért, egy valódi bombázót küldött nekik. Mikor Donald mérgelődni kezd, hogy mit kezdjen egy valódi repülővel, megszólítja egy latin-amerikai férfi, és három dollárt ajánl neki a gépért. Donald már éppen belemenne az üzletbe, mikor unokaöccsei figyelmeztetik, hogy ne legyen bolond, hiszen a gép milliókat is megér. A férfi végül 300 000 volcanoviai pesót ajánl a repülőért, amit a kacsák el is fogadnak. A férfi, akiről kiderül, hogy Pabló Mañanának hívják, és hogy Volcanovia fővárosának polgármestere, felajánlja, hogy elviszi őket egy kőrre a gépen, ha Donald állja a benzin árát. Donald teletankoltatja a gépet, majd mikor a volcanoviai pesóval akarna fizetni, a kutas tudatja vele, hogy az egész köteg pénze nem ér többet három amerikai dollárnál, így az távolról sem fedezi a benzin árát. Donald így végül kénytelen a kocsiját felajánlani a benzinért cserébe.
A kellemetlenség után Pablo, szavát megtartva, Donladékkal együtt felszáll a repülővel. Nem sokkal később robotpilótára kapcsol és volcanoviai hagyomány szerint sziesztázni tér. Donald hiába próbálja átvenni az irányítást, nem sikerül neki, és mire a férfi órákkal később hajlandó befejezni a délutáni pihenőjét, a gép már Volcanovia felett jár.
Donald és unokaöccsei hamarosan megtapasztalják, hogy az országot, melynek tájképét nevéhez híven kisebb és hatalmas tűzhányók határozzák meg, nem olyan könnyű elhagyni. A törvény szerint ugyanis csak az lépheti át a határt, akit nemzeti hőssé kiáltanak ki. Donald megtudja Pablótól, hogy Volcanoviában a lustaság számít a legnagyobb erénynek. Ahhoz, hogy nemzeti hőssé váljon, nem kell nagy dolgot véghezvinnie, csak kitalálni valamit, ami még könnyebbé teszi az egyébként is egész nap csak heverésző lakosság mindennapjait.
A feladat, hogy nemzeti hőssé váljon, azonban nem olyan könnyű Donald számára. Több balul sikerült próbálkozás után, melyek pórul járt elszenvedője minden esetben Volcanovia elnöke lett, Donaldot nemzeti hős helyett nemzeti veszedelemnek kiáltja ki. Donaldot elfogják, majd az igencsak rendhagyó volcanoviai bírósági tárgyalás után börtönbe zárják. Tiki, Niki és Viki ugyan megpróbálják kiszabadítani, de végül őket is elfogják és bezárják. A kacsáknak végül egy földrengésnek és őreik lustaságának  köszönhetően sikerül megszöknie.
Bujkálás közben felfedezik, hogy a városhoz közeli egyik vulkán éppen kitörni készül. Tiki, Niki és Viki úgy vélik, hogy itt a lehetőség, hogy bácsikájuk nemzeti hőssé váljon. A kacsák megpróbálják figyelmeztetni a volcanoviaiakat, akiket azonban képtelenség felébreszteni sziesztájuk közben. Donald úgy gondolja, hogy az egyetlen mód a lakosság megmentésére, ha valamivel bedugaszolják a vulkán kürtőjét, és ezzel megakadályozzák a kitörést. Nagy nehezen felébresztik Pablót, a repülőbe berakodnak egy halom terménnyel teli kosarat, és vulkán fölé repülnek. A ledobott kosarakkal ugyan sikerül eltömíteni a vulkánt, de Donald öröme, hogy ezúttal valóban nemzeti hőssé válik, nem tart sokáig. A kosarak tartalma ugyanis kukorica volt, ami a vulkán hőjétől kipattogva csakhamar elárasztják az egész várost. Mikor a kacsák már minden reményt feladnának, hogy valaha is hazajutnak, Pablo közli, hogy hazaviszi őket, mert ez után a kemény munka után, már ő maga is szégyellne mutatkozni Volcanoviában.
|  | Itt a vége a cselekmény részletezésének! |

## Motívumok
Az Amerikai Egyesült Államok a második világháború évei alatt a náci befolyás térnyerésétől tartva szerette volna megerősíteni saját gazdasági és politikai kapcsolatait Dél-Amerikában. A világháború után egykori szövetségesével, a Szovjetunióval kialakulóban lévő hidegháború és a kommunizmus vált az Egyesült Államok által védelmezett, szabad világhoz tartozó országok legfőbb fenyegetésévé. Az Egyesült Államok nagyvállalatai, melyek jelentős érdekeltséggel rendelkeztek Dél-Amerikában, szintén érintettek voltak, mivel az esetleges kommunista befolyás erősödése, vállalkozásaik államosításával fenyegetett.
Carl Barks határozott háború ellenes hitvallással, kritikusan tekintett az Egyesült Államok politikájára, ahogyan megpróbálja befolyását erősíteni és kiterjeszteni más országokra. Barks kitalált dél-amerikai országát, Volcanviát fáradt, kimerült nemzetnek ábrázolta, mely az Egyesült Államok erőforrásait fogyasztja. A történet elején Donald tájékozatlansága miatt mindössze három dollárért adja el Pabló Mañanának, Volcanovia fővárosának polgármesterének és országa „kedvenc fiának” milliókat érő bombázó repülőgépét, valamint még további kiadásokba is hajszolja magát, mely miatt autóját is elveszíti. Tom Andrae könyvében ezt a jelenetet az Egyesült Államok azon politikájának szatírájaként értelmezi, miszerint a kormány fegyverekkel lát el olyan idegen országokat, melyek az effajta üzlet megtérülése elszegényedettségük és valutájuk alacsony váltóértéke miatt kétséges.
Barks a korban elterjedt és előszeretettel használt sztereotip motívumokkal ábrázolta Latin-Amerika lakóit, akik nem dolgoznak és reggeltől estig csak a sziesztával töltik idejüket. Az ország tűzhányókkal sűrűn tarkított földrajza szintén sztereotip metafora a térségben jellemező állapotokra és arra a hajlamra, hogy vitás belpolitikai ügyeiket a forradalom és az erőszak eszközeivel rendezzék. A politikai instabilitásnak, a kormány alkalmatlanságának és az őket körülvevő fenyegetésnek a lusta és naplopó lakosok azonban egyáltalán nincsenek tudatában, illetve nem vesznek róla tudomást. A történetben, hogy Donald elhagyhassa az országot, előbb nemzeti hőssé kell válnia. Próbálkozásai azonban folyamatosan balul ütnek ki. Andrae véleménye szerint Barks ezzel arra hívja fel a figyelmet, hogy az Egyesült Államok beavatkozása is gyakran visszaüthet, negatív és romboló hatással lehet nem csak a megcélzott idegen országra, hanem magára az Egyesült Államokra is.
Donald baklövései utáni bírósági tárgyalása a bizalmatlanság és az előítélet szatírája, melyben Barks felhívja rá a figyelmet, hogy az amerikaiak sem sokban különböznek más nemzetek képviselőitől. A esküdtszék egyetlen tagja, egy texasi férfi ugyanolyan lusta és semmirekellő mint Volcanovia más lakói. Ugyanolyan bizalmatlansággal fordul honfitársa felé mint az államügyész, csupán azért, mert Donald nem Texasból való. Donald utolsó próbálkozása, hogy megmentse a lakosságot és ezáltal nemzeti hőssé váljon ismét balul üt ki. A kitörni készülő vulkán kürtőjét kukoricával teli kosarakkal torlaszolja el, a hőtől kipattogó kukorica pedig teljesen ellepi a várost, hasonló pusztítást véghezvíve, mintha maga a tűzhányó tört volna ki. Donald Ault ezt a jelenetet a második világháború egyik meghatározó pillanatával, a japán elleni atomtámadás metaforájaként azonosítja, melynek azonban a Barks által a képregényben ábrázolt képtelen jelenete elrejti az esemény valódi, szörnyű mivoltát. Az ironikus végkifejletben a hős, az Egyesült Államok allegóriájaként, meg akar menteni egy országot, de végül igyekezetében saját maga pusztítja el azt.